# Мей Керол Джемісон
Мей Ке́рол Дже́місон (англ. Mae Carol Jemison; нар. 17 жовтня 1956, Декейтер, штат Алабама) — лікарка і колишня астронавтка НАСА. Перша афроамериканка, що здійснила політ в космос, вирушивши на орбіту на борту шаттла STS-47 «Індевор» у вересні 1992 року.

## Біографія
Народилася 17 жовтня 1956 в Декейтері (штат Алабама). Батько працював технічним інспектором у благодійній організації, а мати більшу частину кар'єри була вчителькою англійської і математики в початковій школі.
Сім'я переїхала в Чикаго, коли Джемісон було три роки, оскільки там було більше можливостей дати їй гарну освіту. За словами Мей, вона з дитинства вважала, що потрапить в космос, і мріяла, що це буде так само зазвичай, як ходити на роботу. Тоді ж почалося її захоплення наукою і медициною.
Мей закінчила середню школу в 1973 році і вступила до Стенфордського університету у віці 16-ти років. За її спогадами, там їй довелося зіткнутися з деякою дискримінацією за кольором шкіри і статтю, але вона успішно закінчила університет в 1977 році, отримавши бакалаврський ступінь за хімічним машинобудуванням та бакалавра мистецтв в афроамериканських дослідженнях.
Продовжила освіту і в 1981 році отримала ступінь доктора медицини в Корнельському медичному коледжі. Пропрацювала рік в інтернатурі медичного центру Університету Південної Каліфорнії, а потім стала лікаркою загальної практики. За час навчання в коледжі здійснила поїздки в Кубу, Кенію і Таїланд, надаючи медичну допомогу людям, що живуть там. Після закінчення практики, Джемісон увійшла до складу корпусу миру і служила там лікаркою з 1983 по 1985 рік, відповідаючи за охорону здоров'я волонтерів корпусу, що працюють у Ліберії та Сьєрра-Леоне.

## Космічний політ
Джемісон була зарахована в 12-й набір астронавтів, ставши першою афроамериканкою, відібраною НАСА. Після закінчення курсу підготовки отримала в серпні 1988 року кваліфікацію спеціаліста польоту. Їй було доручено тестування програмного забезпечення в лабораторії інтеграції електронного устаткування шатлів (SAIL). Перший і єдиний політ Джемісон на борту шаттла Індевор проходив з 12 по 20 вересня 1992 року. Його загальна тривалість склала 7 діб, 22 години, 31 хвилину і 11 секунд. Мей покинула загін астронавтів і НАСА в березні 1993 року.

## Після НАСА
В 1993 році почала займатися пропагандою медичних знань і охороною здоров'я в Західній Африці. Заснувала фірму з технологічного консалтингу, а також «БіоСеншейт корпорейшн», яка виробляє прилади, що дозволяють лікарям спостерігати за нервовою системою людини.
В цьому ж році отримала запрошення знятися в епізодичній ролі в одній з серій «Зоряного шляху». Тим самим Мей стала першою справжньою астронавткою, що знялася в цьому фантастичному серіалі.